# Leo Pastor
Leo Pastor (7. června 1846 Mielec – 4. února 1912 Leżajsk) byl rakouský politik a římskokatolický kněz polské národnosti z Haliče, na konci 19. a počátkem 20. století poslanec Říšské rady.

## Biografie
Byl synem lékaře. Vystudoval kněžský seminář v Přemyšli a roku 1869 byl vysvěcen na kněze. Působil jako učitel náboženství. Od roku 1874 působil jako expositus v Radymně. Od roku 1898 byl proboštem v Bieczi, od roku 1901 prelátem a od roku 1905 děkanem v Bieczi. Angažoval se veřejně i politicky. V letech 1900–1910 zasedal dvakrát jako poslanec Haličského zemského sněmu.
V 90. letech 19. století se zapojil i do celostátní politiky. V doplňovacích volbách roku 1893 získal mandát na Říšské radě za kurii venkovských obcí, obvod Jarosław, Cieszanów atd. Nastoupil 13. října 1893 místo Władysława Koziebrodzkého. Mandát obhájil v řádných volbách do Říšské rady roku 1897, nyní za všeobecnou kurii, 8. volební obvod: Jarosław, Grodek atd. Zvolen byl i ve volbách do Říšské rady roku 1901, tentokrát v kurii venkovských obcí, obvod Jasło, Gorlice, Krosno. Poslancem se stal i ve volbách do Říšské rady roku 1907, konaných poprvé podle všeobecného a rovného volebního práva (obvod Halič 24).Profesně byl k roku 1897 uváděn jako farář v Radymně.
Zpočátku zasedal v parlamentu jako nezařazený poslanec, později se přiklonil ke klerikálnímu a křesťansko sociálnímu proudu. Byl předsedou formace Polskie Centrum Ludowe (Polské lidové centrum). Po volbách v roce 1907 byl předsedou této strany i jejího poslaneckého klubu a zároveň místopředseda širší parlamentní frakce Polský klub. Potom se krátce připojil k sněmovnímu klubu Polské lidové strany, ale brzy ji opustil pro antiklerikální tendence jejího předsedy Jana Stapińského.
Odmítal politizaci své farnosti a tím se zhoršily jeho vztahy s biskupem Józefem Sebastianem Pelczarem. Od roku 1910 byl farářem v Leżajsku. Četné obce v Haliči mu udělily čestné občanství. Na přelomu století byl řazen spolu se Stojałowskim mezi nejvýznamnější klerikální haličské politiky.